# Elmar Nass

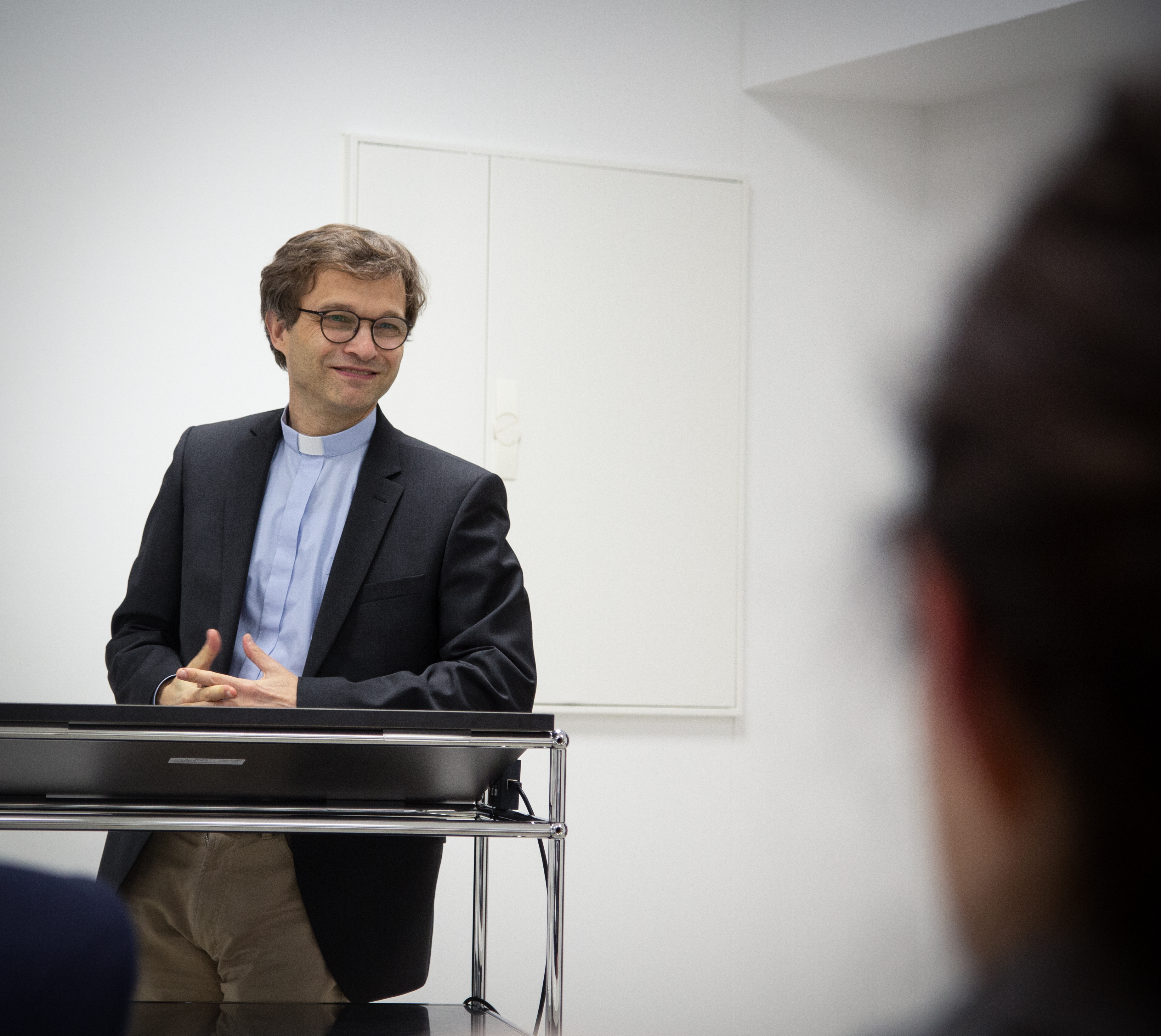
Elmar Nass durante palestra (2022)

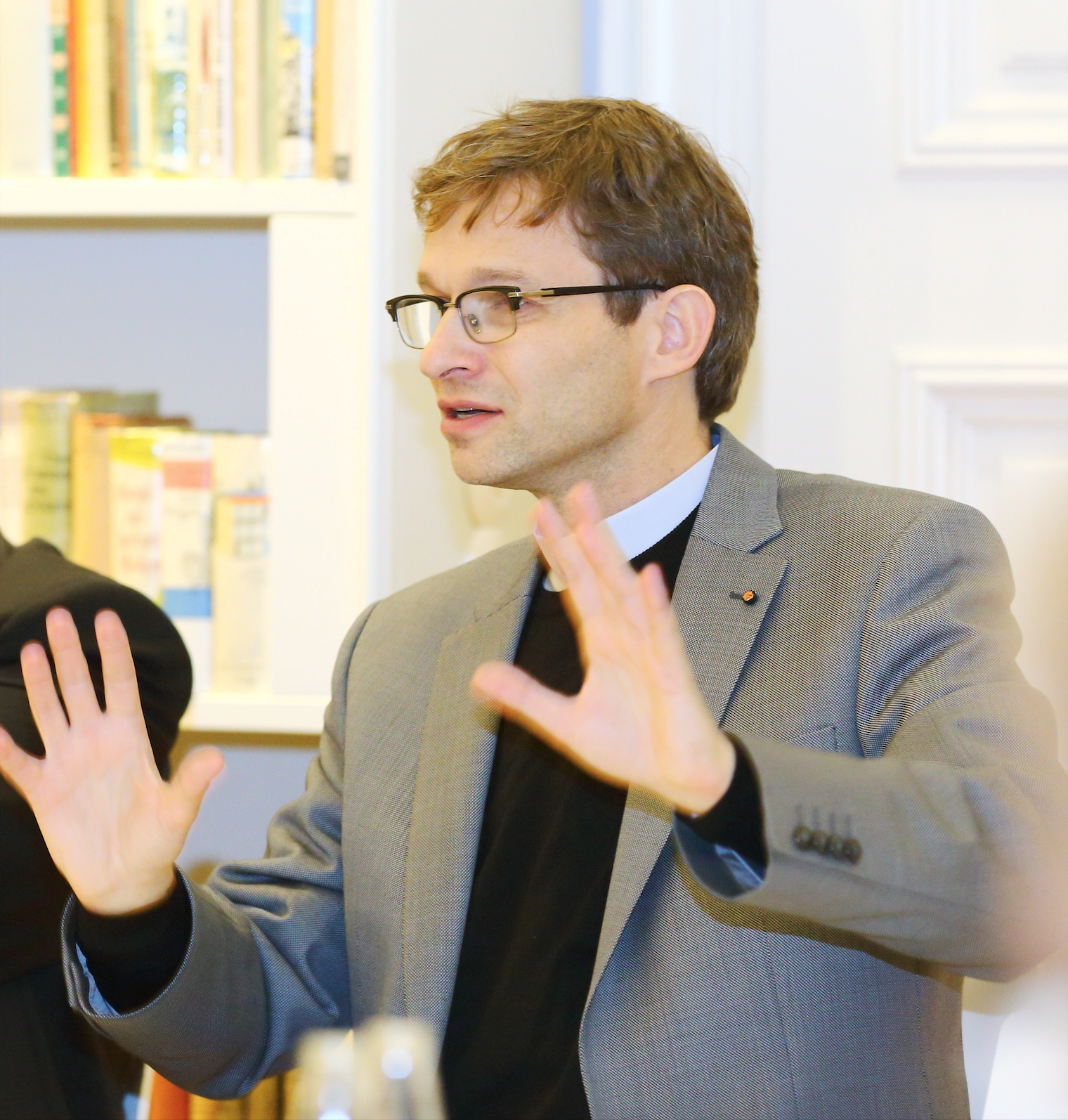
Elmar Nass(2018)

Elmar Nass (* 5. julho de 1966 em Kempen am Niederrhein ) é um padre católico romano alemão, teólogo e eticista social e econômico.

## Vida
Após o treinamento como bancário, Nass estudou teologia católica e ciências sociais na Rheinische Friedrich-Wilhelms-Universität Bonn, na Pontifícia Universidade Gregoriana de Roma e na Universidade de Trier. De 1990 a 1995 estudou como ex-aluno do Collegium Germanicum et Hungaricum em Roma e foi ordenado sacerdote lá em 1994. Ele completou sua licenciatura em ciências sociais em Roma em 1995. Até o final de 1999, Nass foi capelão em Viersen-Süchteln. Aqui, além de concluir seu diploma teológico em Trier, iniciou a pastoral juvenil político-religiosa. Nass então recebeu seu doutorado em ciências sociais cristãs na Faculdade Teológica Católica da Universidade de Trier (2002), depois em política social e economia social na Faculdade de Ciências Sociais da Universidade de Bochum (2006). Além de seu trabalho na comunidade pastoral no distrito de Bochum de Linden, ele foi assistente de pesquisa e professor na cátedra de Jörg Althammer e professor na Universidade de Duisburg-Essen.
Depois de um cargo de professor na faculdade de filosofia da Universidade de Colônia (2006), de 2007 a 2012 ele realizou palestras e exames na cátedra de estudos sociais cristãos e sociologia pastoral na Faculdade Teológica Católica da Universidade de Bonn. Seguiram-se palestras na Faculdade Filosófica da Universidade RWTH Aachen. De 2013 a 2020 foi Professor de Ética Econômica e Social na Universidade privada Wilhelm Löhe de Ciências Aplicadas em Fürth. Em 2014, ele se habilitou na Faculdade Filosófica da Universidade RWTH Aachen e recebeu a licença para ensinar ética econômica e social cristã. Para o 1º Em 1º de janeiro de 2021, foi nomeado para a Cátedra de Ciências Sociais Cristãs e Diálogo Social da Universidade de Teologia Católica de Colônia (KHKT). desde 29 Desde junho de 2021 é também Pró-Reitor do KHKT.
De 2006 a 2013 Nass foi representante episcopal para a formação contínua do pessoal pastoral na diocese de Aachen e é vigário da catedral na Catedral de Aachen desde 2007. Nass é consultor científico do Sindicato dos Trabalhadores Democratas Cristãos na Alemanha. Ele também é membro e pastor da associação estudantil KDStV Marchia zu Aachen na Cartelverband desde 2011. Ele é vice-presidente da Joseph Höffner Society e membro do conselho da Society for the Promotion of Economics and Ethics e. V. (GWE).
Em 2014 foi feito Cavaleiro da Ordem Equestre do Santo Sepulcro de Jerusalém pelo Cardeal Grão-Mestre Edwin Frederick Cardeal O'Brien e em 10 de Maio de 2014 investido na Catedral de Aachen pelo Cardeal Reinhard Marx, Grão Prior da Tenência Alemã.

## Trabalho
As principais áreas de ensino e pesquisa de Elmar Nass são a ética social com foco na ética empresarial. Ele também pesquisa a relevância e a capacidade de falar da igreja em geral e da ética social cristã em particular na sociedade atual.
Na tradição de Joseph Höffner e Oswald von Nell-Breuning, ele representa uma ética social baseada na lei natural, que ele também descreve ecumenicamente como humanismo normativo. Com sua tese da dignidade humana objetivamente justificável e dos direitos e deveres que dela podem derivar, ele constrói pontes de uma tradição tomística para abordagens neo-aristotélicas da justiça ( Amartya Sen, Martha Nussbaum ) e para uma ética kantiana da razão. Com uma coalizão tão abrangente ideologicamente, ele quer contrariar uma relativização da dignidade humana. Com o Papa Bento XVI ele compartilha a tendência representada para uma ênfase na ética da virtude no contexto da ética social. Nass chamou a atenção para si mesmo com posições éticas sobre a crise cambial, nas quais enfatizou a subsidiariedade sobre a solidariedade.